# Power of Love
«Power of Love» es una canción compuesta por Joe Simon, Kenny Gamble y Leon Huff, e interpretada por Joe Simon. Fue publicada en junio de 1972 como el segundo sencillo de su octavo álbum de estudio, The Power of Joe Simon (1973).

## Posicionamiento

### Gráfica semanal
| Gráfica (1972)                          | Pico de posición |
| --------------------------------------- | ---------------- |
| Estados Unidos (Billboard Hot 100)      | 11               |
| Estados Unidos (Billboard Soul Singles) | 1                |

### Gráfica de fin de año
| Gráfica (1972)                          | Pico de posición |
| --------------------------------------- | ---------------- |
| Estados Unidos (Billboard Hot 100)      | 84               |
| Estados Unidos (Billboard Soul Singles) | 18               |

## Versión de Martha Reeves

### Grabación y producción
«Power of Love» fue producido por Richard Perry y grabado en los estudios Crystal Sound en Los Ángeles, California. Los arreglos de trompa fueron realizados por James Taylor en The Hit Factory de Nueva York. Los músicos de sesión incluían a James Jamerson en el bajo, Jim Keltner en la batería, Dennis Coffey y Dean Parks en las guitarras, Joe Sample en el piano; Clydie King y Sherlie Matthews en los coros. La pandereta de Ralph McDonald se añadió mientras estaba en el Sound Lab de Los Ángeles.

### Recepción de la crítica
Un escritor no especificado de Record World le otorgó el certificado de “Hit of the Week”, y elogió los “brillantes arreglos de trompeta de James Taylor” y la “producción dinamita de Richard Perry”. Un escritor no especificado de Billboard escribió: “Martha sabe que el hombre adecuado hace todas las cosas correctas, todo bajo la apariencia del poder del amor. Ella transmite este mensaje, con un poderoso coro que expresa su propio poder y el poder del hombre que besa, camina y habla”. Un escritor no especificado de Cash Box comentó: “Vibrante como cualquiera de sus trabajos con su antigua asociación, la dama realmente se pone manos a la obra y se deja llevar con una actuación funky que atraerá la atención inmediata del pop y el R&B”.

### Créditos y personal
Créditos según la revista Cash Box.
Músicos
- James Jamerson – bajo eléctrico
- Jim Keltner – batería
- Dennis Coffey – guitarra
- Dean Parks – guitarra
- Joe Sample – piano
- Clydie King – coros
- Sherlie Matthews – coros
- Ralph McDonald – pandereta